# Oskar Backlund
Johan Oskar Backlund (Länghem, 28 aprile 1846 – Pulkovo, 29 agosto 1916) è stato un astronomo svedese-russo.
Talvolta viene citato come Jöns Oskar Backlund, sebbene anche le fonti svedesi contemporanee diano come corretto "Johan".
In Russia, dove trascorse tutta la sua carriera, è noto come Oskar Andreevič Baklund (Оскар Андреевич Баклунд). Le fonti russe talvolta indicano come data di nascita e di morte il 16 aprile 1846 e il 16 agosto 1916, perché all'epoca la Russia usava ancora il calendario giuliano.

## Riconoscimenti
Premi
- Medaglia d'Oro della Royal Astronomical Society (1909)
- Medaglia Bruce (1914)

Portano il suo nome
- il cratere Backlund sulla Luna
- l'asteroide 856 Backlunda